# Río Tamina
El río Tamina es un río en Suiza que se origina en las laderas del Piz Sardona en los Alpes de Glaris y discurre hacia el este y hacia el norte para finalmente fusionarse con el Rin Alpino después de aproximadamente 18 km de longitud total. 
A lo largo de su camino, desemboca en el embalse del lago Gigerwald en el valle de Calfeisen. En Vättis se une al Gorbsbach, y fluye hacia el noreste en el Mapraggsee. El curso bajo, que discurre en dirección norte a través de Bad Pfäfers, forma una garganta profunda y estrecha llamada Taminaschlucht. Finalmente, se encuentra con el río Rin cerca de Bad Ragaz. 
Históricamente, el valle de Tamina (Taminatal, también Vättnertal) era propiedad de la Abadía de Pfäfers, se unió al cantón de St. Gallen en su formación en 1803.
- Datos: Q672886
- Multimedia: Tamina (Fluss) / Q672886